# قشلاق حاج أمان (مقاطعة بيله سوار)
قشلاق حاج أمان (بالفارسية: قشلاق حاج امن) هي مستوطنة تقع في إيران في قسم قشلاق الشرقي الريفي. يقدر عدد سكانها بـ 111 نسمة .